# Flemington (Virginia Occidentale)
Flemington è un comune degli Stati Uniti d'America, situato nello Stato della Virginia Occidentale, nella contea di Taylor.